# Ігор Коронадо
Ігор Коронадо (порт. Igor Coronado, нар. 18 серпня 1992, Лондрина) — бразильський футболіст, півзахисник бразильського клубу «Корінтіанс».

## Ігрова кар'єра
Народився 18 серпня 1992 року в місті Лондрина. У 2007 році, у віці 15 років, Коронадо приєднався до академії англійського клубу «Мілтон-Кінс Донс». 7 травня 2011 року, у віці 18 років, він був включений до складу клубу на останній матч сезону 2010/11 проти команди «Олдем Атлетік», але на поле не вийшов.
По закінченні того сезону Коронадо залишив «МК Донс», після чого короткий час пограв у резервній команді швейцарського «Грассгоппера». Потім Коронадо підписав контракт з англійським клубом сьомого дивізіону «Банбері Юнайтед», а згодом грав за іншу англійську аматорську команду «Ейлсбері Юнайтед».
У листопаді 2012 року Коронадо перейшов до мальтійського клубу «Флоріана». 10 листопада він дебютував у чемпіонаті Мальти, з'явившись на полі у виїзній грі з «Мелітою» (2:2). 10 грудня 2012 року Коронадо забив свій перший гол у чемпіонаті, відзначившись у домашньому матчі проти «Бальцана» (3:1). Загалом за три роки перебування у «Флоріані» бразильський нападник зумів забити 32 голи в 63 матчах чемпіонату Мальти, при цьому зробивши три хет-трики.
12 серпня 2015 року Ігор Коронадо на правах оренди терміном на один сезон перейшов до клубу італійської Серії B «Трапані». 6 вересня 2015 року він дебютував за цю команду, відзначившись голом на 52-й хвилині в домашній грі з «Тернаною» (3:0). У першому сезоні у складі сицилійської команди він забив 7 голів у 37 іграх чемпіонату, вийшовши з командою до плей-оф за право виходу до Серії А, де теж забив один гол, але його команда програла у фіналі «Пескарі». Після цього 22 червня Коронадо підписав повноцінну угоду з клубом. Наступного сезону він забив 11 голів у 34 іграх чемпіонату, але клубу посів 19 місце і вилетів до Серії C.
11 липня 2017 року Ігор Коронадо підписав чотирирічний контракт із клубом Серії B «Палермо», який незадовго до цього вилетів із Серії А. Бразилець регулярно грав за сицилійців, за яких забив у Серії B шість голів, у тому числі і хет-трик, який він зробив 25 березня 2018 у ворота «Карпі». Всього у Серії B 2017/18 у складі «Палермо» він забив 9 голів у 42 зіграних іграх.
16 липня 2018 року Коронадо перейшов у еміратську «Шарджу», де провів три сезони, вигравши 2019 року чемпіонат і Суперкубок ОАЕ. Тренерським штабом нового клубу також розглядався як гравець «основи». І в цій команді продовжував регулярно забивати, в середньому 0,66 рази за кожен матч чемпіонату.
В липні 2021 року перейшов у саудівський «Аль-Іттіхад», сума трансферу склала 12 мільйонів доларів. З командою 2022 року виграв Суперкубок Саудівської Аравії, а наступного року і національний чемпіонат. Станом на 12 грудня 2023 року відіграв за саудівську команду 60 матчів в національному чемпіонаті.

## Статистика виступів

### Статистика клубних виступів
| Сезон                   | Команда                 | Чемпіонат               | Чемпіонат | Чемпіонат | Національний кубок | Національний кубок | Національний кубок | Континентальні кубки | Континентальні кубки | Континентальні кубки | Інші змагання | Інші змагання | Інші змагання | Усього | Усього |
| Сезон                   | Команда                 | Ліга                    | Ігор      | Голів     | Ліга               | Ігор               | Голів              | Ліга                 | Ігор                 | Голів                | Ліга          | Ігор          | Голів         | Ігор   | Голів  |
| ----------------------- | ----------------------- | ----------------------- | --------- | --------- | ------------------ | ------------------ | ------------------ | -------------------- | -------------------- | -------------------- | ------------- | ------------- | ------------- | ------ | ------ |
| 2011–12                 | «Грассгоппер-2»         | ПЛ (ІІІ)                | 11        | 1         | -                  | -                  | -                  | -                    | -                    | -                    | -             | -             | -             | 23     | 15     |
| сер.-жов. 2012          | «Банбері Юнайтед»       | ПФЛ (VII)               | 4         | 1         | КА                 | 0                  | 0                  | -                    | -                    | -                    | ТФА           | 0             | 0             | 4      | 1      |
| лис. 2012–13            | «Флоріана»              | ПЛ                      | 11+10     | 4+10      | КМ                 | 2                  | 1                  | -                    | -                    | -                    | -             | -             | -             | 23     | 15     |
| 2013–14                 | «Флоріана»              | ПЛ                      | 22+9      | 10+4      | КМ                 | 2                  | 1                  | -                    | -                    | -                    | -             | -             | -             | 33     | 15     |
| 2014–15                 | «Флоріана»              | ПЛ                      | 1+10      | 0+5       | КМ                 | 0                  | 0                  | -                    | -                    | -                    | -             | -             | -             | 11     | 5      |
| Усього за «Флоріана»    | Усього за «Флоріана»    | Усього за «Флоріана»    | 34+29     | 14+19     |                    | 4                  | 2                  |                      | -                    | -                    |               | -             | -             | 67     | 35     |
| 2015–16                 | «Трапані»               | B (ІІ)                  | 37+4      | 7+1       | КІ                 | 1                  | 0                  | -                    | -                    | -                    | -             | -             | -             | 42     | 8      |
| 2016–17                 | «Трапані»               | B (ІІ)                  | 34        | 11        | КІ                 | 2                  | 1                  | -                    | -                    | -                    | -             | -             | -             | 36     | 12     |
| Усього за «Трапані»     | Усього за «Трапані»     | Усього за «Трапані»     | 71+4      | 18+1      |                    | 3                  | 1                  |                      | -                    | -                    |               | -             | -             | 78     | 20     |
| 2017–18                 | «Палермо»               | B (ІІ)                  | 38+4      | 9         | КІ                 | 1                  | 0                  | -                    | -                    | -                    | -             | -             | -             | 43     | 9      |
| 2018–19                 | «Шарджа»                | ЧЕ                      | 26        | 17        | КЛ                 | 2+                 | 2                  | -                    | -                    | -                    | -             | -             | -             | 28+    | 19     |
| 2019–20                 | «Шарджа»                | ЧЕ                      | 11        | 7         | КЛ                 | 4                  | 3                  | ЛЧ                   | 4                    | 2                    | СЕ            | 1             | 0             | 20     | 12     |
| 2020–21                 | «Шарджа»                | ЧЕ                      | 25        | 17        | КП                 | 2+                 | 2                  | ЛЧ                   | 3                    | 0                    | СЕ            | 1             | 0             | 31+    | 19     |
| Усього за «Шарджа»      | Усього за «Шарджа»      | Усього за «Шарджа»      | 62        | 41        |                    | 8+                 | 7                  |                      | 7                    | 2                    |               | 2             | 0             | 79+    | 50     |
| 2021–22                 | «Аль-Іттіхад»           | ПЛ                      | 19        | 5         | KC                 | 2                  | 0                  | -                    | -                    | -                    | -             | -             | -             | 21     | 5      |
| 2022–23                 | «Аль-Іттіхад»           | ПЛ                      | 28        | 6         | KC                 | 3                  | 0                  | -                    | -                    | -                    | СС            | 2             | 0             | 33     | 6      |
| 2023–24                 | «Аль-Іттіхад»           | ПЛ                      | 13        | 5         | KC                 | 0                  | 0                  | ЛЧ                   | 1                    | 0                    | КВК+КЧС       | 4+2           | 0+0           | 20     | 5      |
| Усього за «Аль-Іттіхад» | Усього за «Аль-Іттіхад» | Усього за «Аль-Іттіхад» | 60        | 16        |                    | 5                  | 0                  |                      | 1                    | 0                    |               | 8             | 0             | 74     | 16     |
| Усього за кар'єру       | Усього за кар'єру       | Усього за кар'єру       | 317       | 120       |                    | 21+                | 10                 |                      | 8                    | 2                    |               | 10            | 0             | 355+   | 132    |

## Титули і досягнення
- Чемпіон ОАЕ (1):

«Шарджа»: 2018/19
- Володар Суперкубка ОАЕ (1):

«Шарджа»: 2019
- Чемпіон Саудівської Аравії (1):

«Аль-Іттіхад»: 2022/23
- Володар Суперкубка Саудівської Аравії (1):

«Аль-Іттіхад»: 2022

### Індивідуальні
- Найкращий іноземний гравець мальтійської Прем'єр-ліги: 2013[19]
- Найкращий гравець місяця в чемпіонаті Саудівської Аравії: вересень 2021[20], березень 2023